# Est-wallon
 (août 2025).
L'Est-wallon ou wallon de l'Est quelquefois aussi appelé par extension wallon liégeois par extension constitue une des quatre variétés principales de la langue wallonne.
Les délimitations linguistiques de cette variété du wallon correspondent à la zone concernée par le phénomène du h secondaire dont la réalisation phonétique peut par ailleurs beaucoup varier.

## Orthographe
L'orthographe du wallon liégeois fut normalisée en 1900 par Jules Feller à l'aide du système du même nom.

## Dialectologie
La premier dictionnaire wallon de l'histoire fut publié en est-wallon par Remi-Henri-Joseph Cambresier en 1787 dans sa variété liégeoise.

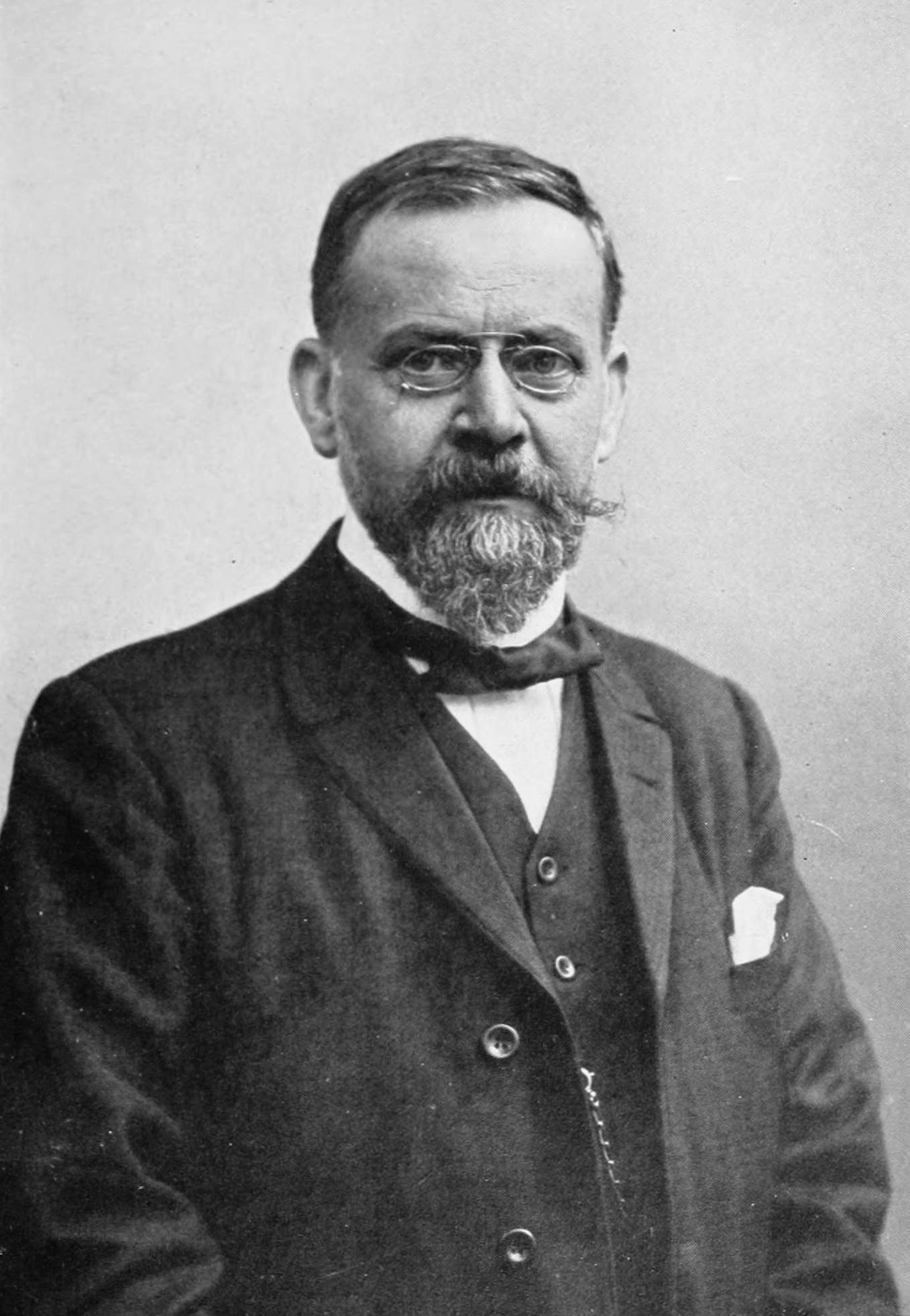
Jules Feller (1859-1940)
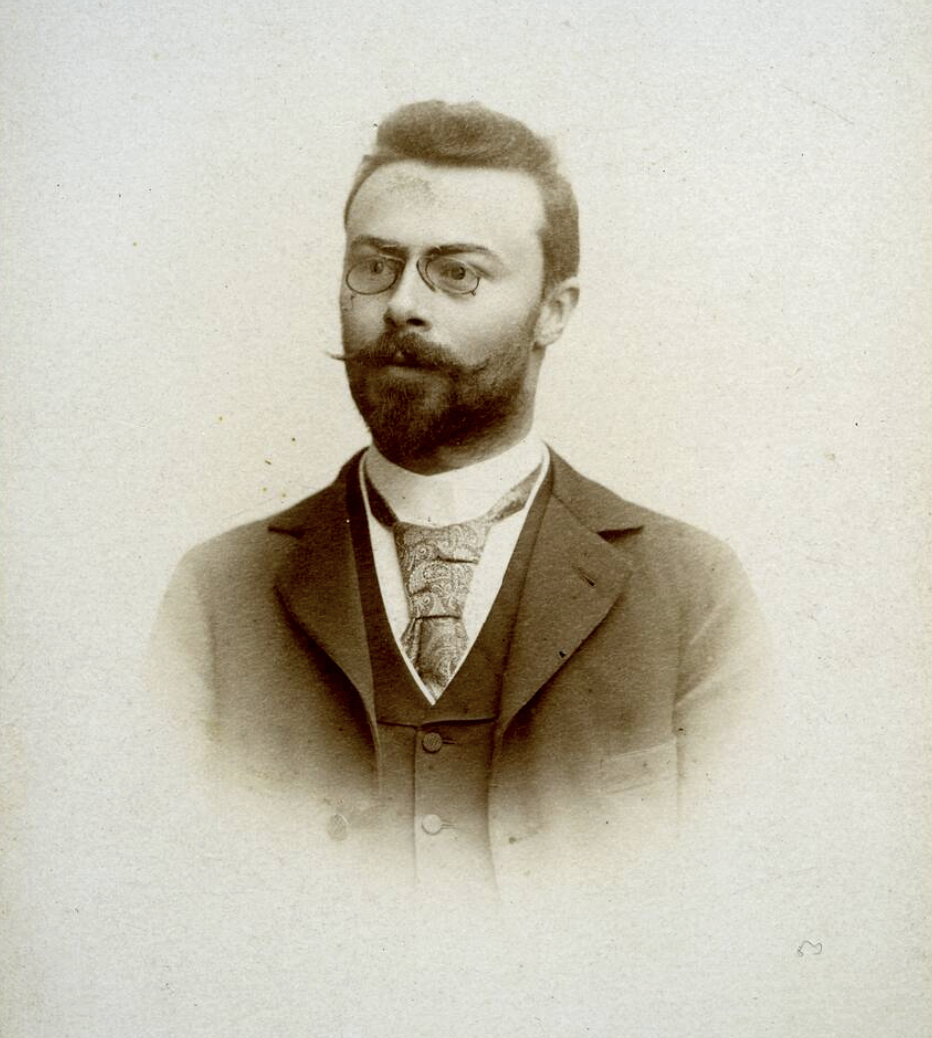
Jean Haust (1868-1946)

## Littérature
L'est-wallon se distingue des autres variétés de wallon par la précocité et l'abondance de sa tradition littéraire.
C'est notamment dans ce dialecte que nous sont parvenus en langue wallonne
- La première pièce de théâtre, l'opéra Li voyèdje a Tchôfontinne publié en 1757 par Simon de Harlez.
- Le premier roman en wallon, Li houlot paru en 1888 sous la plume de Dieudonné Salme (1836-1911).
- La bande-dessinée wallonne la plus vendue, Li vî bleû adaptée en liégeois par Paul-Henri Thomsin.

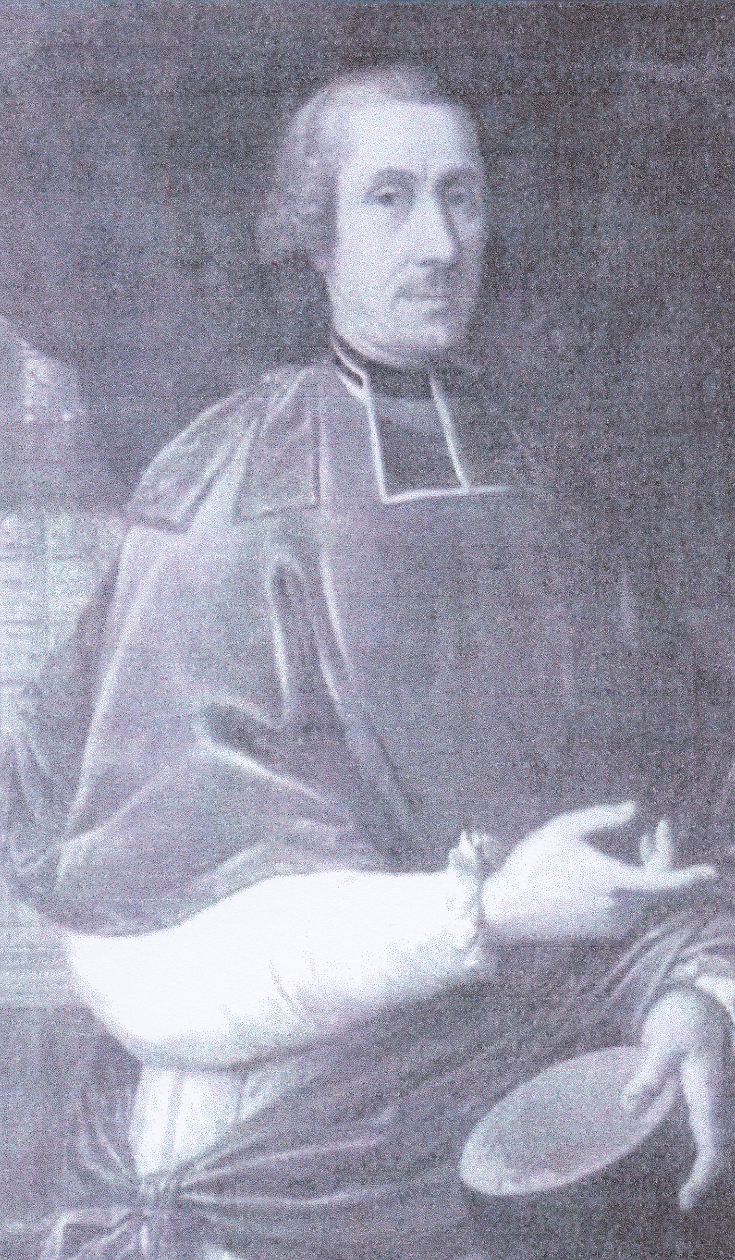
Simon de Harlez (1716-1781)
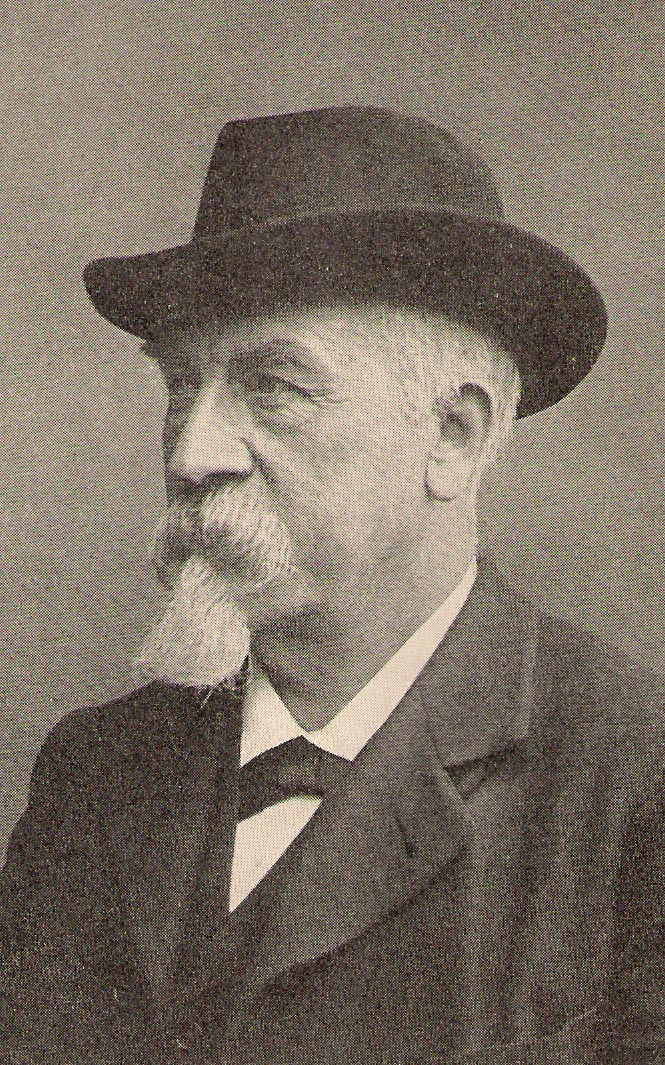
Edouard Remouchamps (1836-1900)
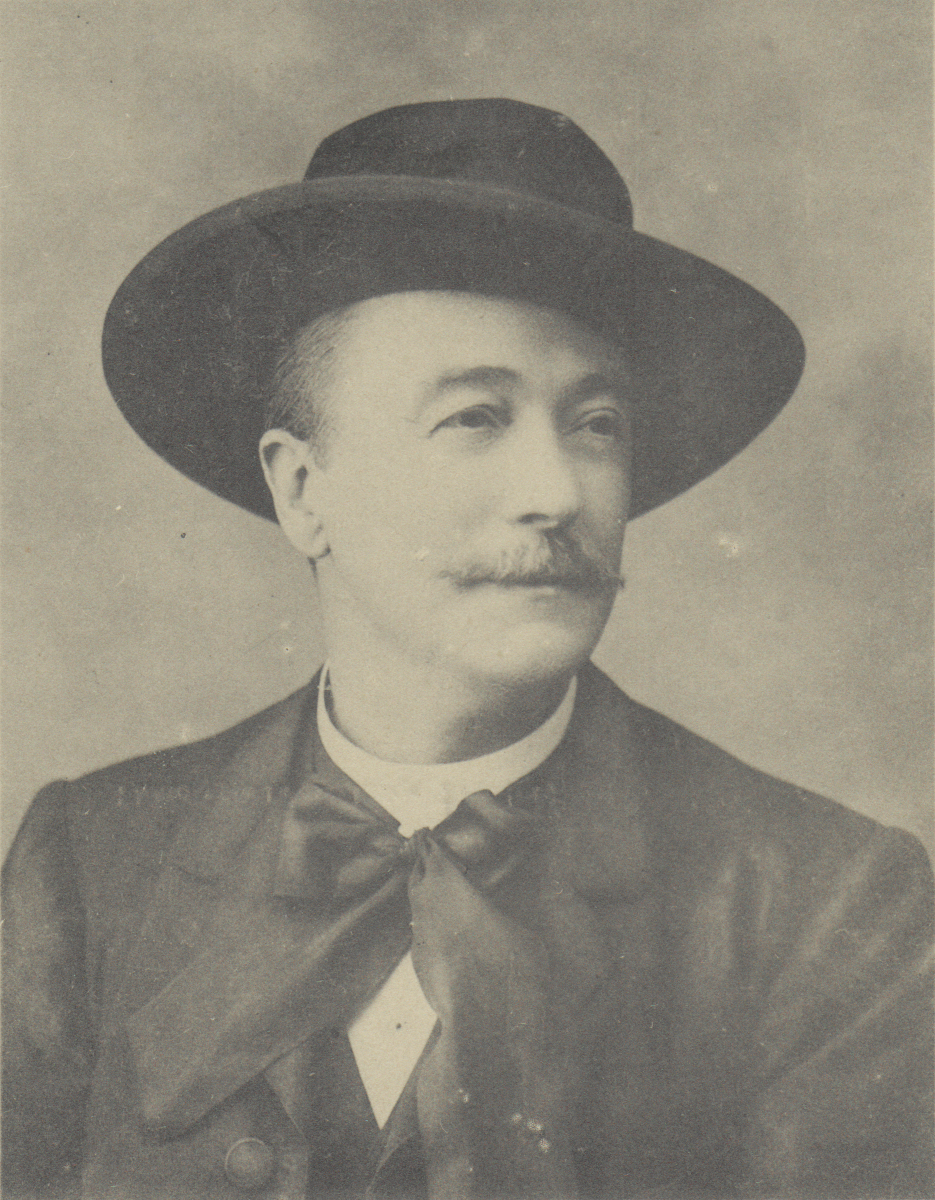
Joseph Vrindts (1855-1940)
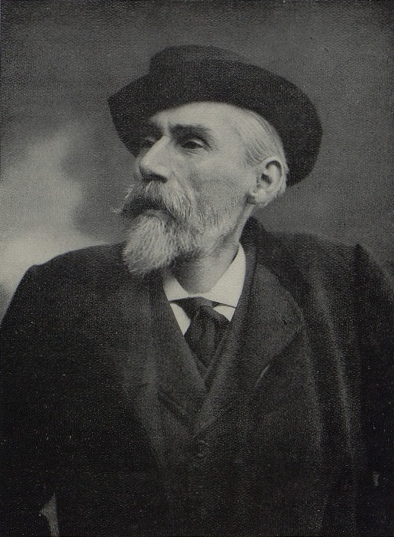
Henri Simon (1856-1939)
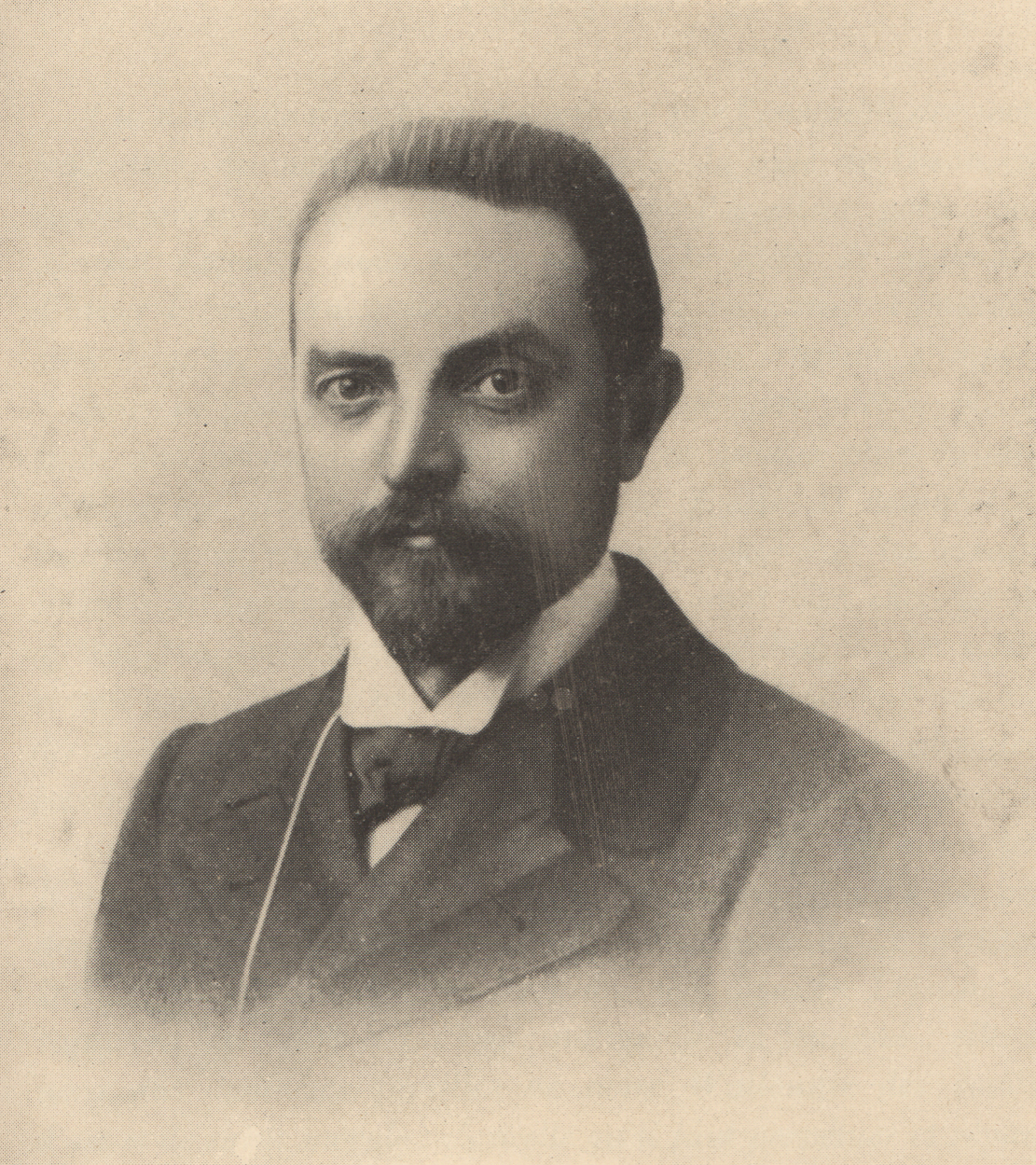
Martin Lejeune (1859-1902)

## Syntaxe

### Addjectifs
A l'inverse du français, l'adjectif wallon est la plupart du temps antéposé.
| Wallon           | Français          |
| ---------------- | ----------------- |
| Bleû tèyant      | Lame bleue        |
| Keûtès vèsprêyes | Soirées paisibles |
| Frissès coleurs  | Couleurs fraîches |

Par ailleurs le wallon peut juxtaposer deux, voire trois adjectifs de suite devant un substantif.
| Wallon                      | Français                       |
| --------------------------- | ------------------------------ |
| Si p'tit nèt fris′ vantrin  | Son tablier petit et propre    |
| Ine blanke sipèsse tchimîhe | Une chemise blanche et épaisse |

## Morphologie

### Pronominale
La morphologie pronominale se distingue du français par plusieurs aspects :
- Un dualisme plus marqué entre pronoms toniques et clitiques.

| Français   | Français   | Wallon liégeois | Wallon liégeois |
| Tonique    | Clitique   | Tonique         | Clitique        |
| ---------- | ---------- | --------------- | --------------- |
| un         | un         | onk             | on              |
| une        | une        | eune            | ine             |
| nul, aucun | nul, aucun | nouk            | nolu            |
| moi        | je         | mi              | dji             |
| toi        | tu         | twè             | ti              |
| lui        | il         | lu              | i, il           |
| elle       | elle       | lèye            | èle             |
| eux        | ils        | i, il           | zèls            |
| elles      | elles      | èle             | zèles           |

- Une innovation morphologique dans les pronoms personnels avec la contraction. Ainsi, vers le XVIIIème siècle les pronoms lès et è se sont agglutinés pour former l'zès [lzɛ] pour l'accusatif pluriel tandis que lès et lî se sont agglutinés pour former l'zî [lziː], le datif pluriel. De même, par épenthèse, le pronom médiéval els qui a donné eux en français a pris un z initial pour donner zèls [zɛl][5].
- Des élisions plus fréquentes qu'en français.
- La présence de pronoms enclitiques qui, devant une voyelle, tendent à la rallonger. Ainsi, vos dwèrmez [vɔ dwɛʀ.ˈme] (vous dormez) se dira dwèrmez-v' [dwɛʀ.ˈmeːf] (dormez-vous) dans une phrase interrogative.

|                         |                         |                         | 1ère pers. du sing.                                     | 1ère pers. du sing.              | 2ème pers. du sing.                                     | 2ème pers. du sing.                                   | 3ème pers. du sing.                                                  | 3ème pers. du sing.                                                  | 3ème pers. du sing.                                                  | 1ère pers. du plur. | 2ème pers. du plur. | 3ème pers. du plur.                                                  | 3ème pers. du plur.                                                  | 3ème pers. du plur.                                                  | 3ème pers. du plur.                                                                      | 3ème pers. du plur.                                                                               | 3ème pers. du plur.                                                  | 3ème pers. du plur.                                                        |
| masculin                | masculin                | féminin                 | 1ère pers. du sing.                                     | 1ère pers. du sing.              | 2ème pers. du sing.                                     | 2ème pers. du sing.                                   | masculin                                                             | masculin                                                             | féminin                                                              | féminin             | féminin             | féminin                                                              | féminin                                                              |                                                                      |                                                                                          |                                                                                                   |                                                                      |                                                                            |
| ----------------------- | ----------------------- | ----------------------- | ------------------------------------------------------- | -------------------------------- | ------------------------------------------------------- | ----------------------------------------------------- | -------------------------------------------------------------------- | -------------------------------------------------------------------- | -------------------------------------------------------------------- | ------------------- | ------------------- | -------------------------------------------------------------------- | -------------------------------------------------------------------- | -------------------------------------------------------------------- | ---------------------------------------------------------------------------------------- | ------------------------------------------------------------------------------------------------- | -------------------------------------------------------------------- | -------------------------------------------------------------------------- |
| Nominatif               | Tonique                 | Tonique                 | mi                                                      | mi                               | twè                                                     | twè                                                   | i (devant une consonne)                                              | il (devant une voyelle)                                              | èle                                                                  | nos, nos-ôtes       | vos, vos-ôtes       | zèls                                                                 | zèls                                                                 | zèles                                                                | zèles                                                                                    | zèles                                                                                             | zèles                                                                | zèles                                                                      |
| Nominatif               | Clitique                | Clitique                | dji (devant une consonne)                               | dj' (devant une voyelle)         | ti, (après une consonne)                                | t' (après une voyelle)                                | lu                                                                   | lu                                                                   | lèye                                                                 | nos, n', n's-       | vos, v', v's-       | i (devant une consonne)                                              | il (devant une voyelle)                                              | èle                                                                  | èle                                                                                      | èle                                                                                               | èle                                                                  | èle                                                                        |
| Nominatif               | Enclitique              | Après une consonne      | -dju                                                    | -dju                             | -tu                                                     | -tu                                                   | -t-i (ne constitue pas une enclise à proprement parler)              | -t-i (ne constitue pas une enclise à proprement parler)              | -t-èle (ne constitue pas une enclise à proprement parler)            | /                   | /                   | -t-i (ne constitue pas une enclise à proprement parler)              | -t-i (ne constitue pas une enclise à proprement parler)              | -t-èle (ne constitue pas une enclise à proprement parler)            | -t-èle (ne constitue pas une enclise à proprement parler)                                | -t-èle (ne constitue pas une enclise à proprement parler)                                         | -t-èle (ne constitue pas une enclise à proprement parler)            | -t-èle (ne constitue pas une enclise à proprement parler)                  |
| Nominatif               | Enclitique              | Après une voyelle       | -djdju / -dj'                                           | -djdju / -dj'                    | / (utilisation de la désinence s-s' accolée au verbe)   | / (utilisation de la désinence s-s' accolée au verbe) | -i (ne constitue pas une enclise à proprement parler)                | -i (ne constitue pas une enclise à proprement parler)                | -èle (ne constitue pas une enclise à proprement parler)              | -gne                | -v'                 | -i (ne constitue pas une enclise à proprement parler)                | -i (ne constitue pas une enclise à proprement parler)                | -èle (ne constitue pas une enclise à proprement parler)              | -èle (ne constitue pas une enclise à proprement parler)                                  | -èle (ne constitue pas une enclise à proprement parler)                                           | -èle (ne constitue pas une enclise à proprement parler)              | -èle (ne constitue pas une enclise à proprement parler)                    |
| Accusatif               | Clitique                | Clitique                | mi (devant une consonne)                                | m' (devant une voyelle)          | ti (après une consonne)                                 | t' (après une voyelle)                                |                                                                      |                                                                      |                                                                      | nos, n', n's-       | vos, v', v's-, vis  | l'zès (après une voyelle et devant une consonne)                     | l'zès (après une voyelle et devant une consonne)                     | l'zès (après une voyelle et devant une consonne)                     | èl'z' (en début de phrase après une voyelle ou après une consonne et devant une voyelle) | èlzès (en début de phrase devant une consonne ou après les pronoms dji et ti devant une consonne) | l'z- (entre deux voyelles)                                           | lès (forme concurrente partout sauf en début de phrase ou après dji et ti) |
| Accusatif               | Enclitique              | Après une consonne      | -mu                                                     | -mu                              | -tu                                                     | -tu                                                   | -lu                                                                  | -lu                                                                  | -lu                                                                  | -nos                | /                   | -lès                                                                 | -lès                                                                 | -lès                                                                 | -lès                                                                                     | -lès                                                                                              | -lès                                                                 | -lès                                                                       |
| Accusatif               | Enclitique              | Après une voyelle       | -m'                                                     | -m'                              | -tu                                                     | -tu                                                   | -l'                                                                  | -l'                                                                  | -l'                                                                  | -nos                | -v'                 | -lès                                                                 | -lès                                                                 | -lès                                                                 | -lès                                                                                     | -lès                                                                                              | -lès                                                                 | -lès                                                                       |
| Réfléchi                | Réfléchi                | Réfléchi                | mi (après et devant une consonne ou en début de phrase) | m' (devant ou après une voyelle) | ti (après et devant une consonne ou en debut de phrase) | t' (devant ou après une voyelle)                      | si (après et devant une consonne ou en début de phrase)              | s' (devant ou après une voyelle)                                     | s' (devant ou après une voyelle)                                     | nos                 | vos                 | si (après et devant une consonne ou en début de phrase)              | si (après et devant une consonne ou en début de phrase)              | si (après et devant une consonne ou en début de phrase)              | si (après et devant une consonne ou en début de phrase)                                  | s' (devant ou après une voyelle)                                                                  | s' (devant ou après une voyelle)                                     | s' (devant ou après une voyelle)                                           |
| Datif                   | Datif                   | Datif                   | mi (devant une consonne)                                | m' (devant une voyelle)          | ti (après une consonne)                                 | t' (après une voyelle)                                | lî                                                                   | lî                                                                   | lî                                                                   | nos, n', n's-       | vos, v', v's-, vis  | l'zî (après une voyelle)                                             | l'zî (après une voyelle)                                             | l'zî (après une voyelle)                                             | èl'zî ou lèzî (partout sauf après une voyelle)                                           | èl'zî ou lèzî (partout sauf après une voyelle)                                                    | èl'zî ou lèzî (partout sauf après une voyelle)                       | èl'zî ou lèzî (partout sauf après une voyelle)                             |
| Génitif partitif        | Génitif partitif        | Génitif partitif        | /                                                       | /                                | /                                                       | /                                                     | ènnè (en début de phrase avant une consonne ou entre deux consonnes) | ènnè (en début de phrase avant une consonne ou entre deux consonnes) | ènnè (en début de phrase avant une consonne ou entre deux consonnes) | /                   | /                   | ènnè (en début de phrase avant une consonne ou entre deux consonnes) | ènnè (en début de phrase avant une consonne ou entre deux consonnes) | ènnè (en début de phrase avant une consonne ou entre deux consonnes) | ènnè (en début de phrase avant une consonne ou entre deux consonnes)                     | ènnè (en début de phrase avant une consonne ou entre deux consonnes)                              | ènnè (en début de phrase avant une consonne ou entre deux consonnes) | ènnè (en début de phrase avant une consonne ou entre deux consonnes)       |
| Génitif partitif        | Génitif partitif        | Génitif partitif        | /                                                       | /                                | /                                                       | /                                                     | 'nnè (après une voyelle, devant une consonne                         | 'nnè (après une voyelle, devant une consonne                         | 'nnè (après une voyelle, devant une consonne                         | /                   | /                   | 'nnè (après une voyelle, devant une consonne)                        | 'nnè (après une voyelle, devant une consonne)                        | 'nnè (après une voyelle, devant une consonne)                        | 'nnè (après une voyelle, devant une consonne)                                            | 'nnè (après une voyelle, devant une consonne)                                                     | 'nnè (après une voyelle, devant une consonne)                        | 'nnè (après une voyelle, devant une consonne)                              |
| Génitif partitif        | Génitif partitif        | Génitif partitif        | /                                                       | /                                | /                                                       | /                                                     | ènn' (après une consonne et devant une voyelle)                      | ènn' (après une consonne et devant une voyelle)                      | ènn' (après une consonne et devant une voyelle)                      | /                   | /                   | ènn' (après une consonne et devant une voyelle)                      | ènn' (après une consonne et devant une voyelle)                      | ènn' (après une consonne et devant une voyelle)                      | ènn' (après une consonne et devant une voyelle)                                          | ènn' (après une consonne et devant une voyelle)                                                   | ènn' (après une consonne et devant une voyelle)                      | ènn' (après une consonne et devant une voyelle)                            |
| Génitif partitif        | Génitif partitif        | Génitif partitif        | /                                                       | /                                | /                                                       | /                                                     | 'nn' (entre deux voyelles)                                           | 'nn' (entre deux voyelles)                                           | 'nn' (entre deux voyelles)                                           | /                   | /                   | 'nn' (entre deux voyelles)                                           | 'nn' (entre deux voyelles)                                           | 'nn' (entre deux voyelles)                                           | 'nn' (entre deux voyelles)                                                               | 'nn' (entre deux voyelles)                                                                        | 'nn' (entre deux voyelles)                                           | 'nn' (entre deux voyelles)                                                 |
| Locatif / datif inanimé | Locatif / datif inanimé | Locatif / datif inanimé | /                                                       | /                                | /                                                       | /                                                     | -î                                                                   | -î                                                                   | -î                                                                   | /                   | /                   | -î                                                                   | -î                                                                   | -î                                                                   | -î                                                                                       | -î                                                                                                | -î                                                                   | -î                                                                         |

#### Verbale
Outre les trois premiers groupes qu'il partage avec le français, le wallon liégeois possède deux groupes verbaux supplémentaires.
|                       |                            | 1er groupe wallon                                                            | 2ème groupe wallon                                                           | 3ème groupe wallon | 4ème groupe wallon | 5ème groupe wallon         |
| --------------------- | -------------------------- | ---------------------------------------------------------------------------- | ---------------------------------------------------------------------------- | ------------------ | ------------------ | -------------------------- |
| Est-wallon (liégeois) | Infinitif                  | -er [e]                                                                      | -î [iː]                                                                      | -î [iː]            | -i [ɪ]             | Pas de désinence régulière |
| Est-wallon (liégeois) | 1ère pers. de l'ind. prés. | -e [-] (sauf en cas de double consonne derrière la désinence de l'infinitif) | -e [-] (sauf en cas de double consonne derrière la désinence de l'infinitif) | -èye [ɛj]          | -ihe [ɪç]          | Pas de désinence régulière |
| Est-wallon (liégeois) | 3ème pers. du pluriel      | -èt [ɛ]                                                                      | -èt [ɛ]                                                                      | -ièt [jɛ]          | -ihèt [ɪ.ˈhɛ]      | -èt [ɛ]                    |
| Est-wallon (liégeois) | Indicatif imparfait        | -éve [eːf]                                                                   | -îve [iːf]                                                                   | -îve [iːf]         | -ihève [ɪ.ˈheːf]   | -éve [eːf]                 |
| Equivalent français   | Equivalent français        | Verbes en -er                                                                | -                                                                            | -                  | Verbes en -ir      | Verbes du troisième groupe |

### Adjectivale
A l'instar du français, l'adjectif liégeois possède un masculin et un féminin. Comme en français, ce dernier prend un e muet qui, à l'occasion pout faire prononcer des consonnes caduques avec la règle du dévoisement final qui est d'application
| Masculin           | Féminin   |
| ------------------ | --------- |
| Grand (grand)      | Grande    |
| Awoureûs (heureux) | Awoureûse |
| Soyant (ennuyeux)  | Soyante   |

La phonétique wallonne ne tolérant pas plus de deux consonnes en fin de mot ou deux voyelles qui se suivent, la morphologie s'adapte.
Lorsqu'un adjectif comporte deux consonnes finales dont une est caduque, la consonne présente au masculin est élidée.
| Masculin                       | Féminin      |
| ------------------------------ | ------------ |
| Vért [veːʀ] (vert)             | Vète [vɛt]   |
| Mwért [mweːʀ] (mort)           | Mwète [mwɛt] |
| Loûrd [luːʀ] (pesant, pénible) | Loûde [luːt] |

De même, lorsque l'adjectif termine par une voyelle, le liégeois rajoute une semi-voyelle avec une mutation vocalique éventuelle.
| Masculin                     | féminin               |
| ---------------------------- | --------------------- |
| djinné [ʤɛ̃ː.ˈne] (gêné)      | djinnêye [ʤɛ̃ː.ˈnɛːj]  |
| tchèrdjî [ʧɛʀ.ˈʤiː] (chargé) | tchèrdjèye [ʧɛʀ.ˈʤɛj] |
| sûti [syː.ˈtɪ] (intelligent) | sûtèye [syː.ˈtɛj]     |
| bètchou [bɛ.ˈʧu] (pointu)    | bètchowe [bɛ.ˈʧɔw]    |

Néanmoins, de la même manière que la plupart des autres dialectes, la morphologie wallonne possède une désinence en -ès [ɛ] pour les adjectifs féminins antéposés au pluriel qui prend pour radical la forme féminine au singulier. Ainsi, on dit généralement grantès djins et non grandès djins.
A noter le pluriel féminin irrégulier de gros, grozès k'méres (grosses femmes).
|                   | Masculin singulier              | Féminin singulier              | Féminin pluriel                               |
| ----------------- | ------------------------------- | ------------------------------ | --------------------------------------------- |
| Adjectif antéposé | Li mwért ciér (le cerf mort)    | Li mwète bihe (la biche morte) | Lès mwètès [mwɛ.'tɛ] bihes (les biches mortes |
| Adjectif posposé  | On lîve walon (un livre wallon) | Ine tchanson walone            | Dès tchansons walones [wa.ˈlɔn]               |

Certains adjectifs ont un féminin irrégulier.
| Maculin                        | Féminin                |
| ------------------------------ | ---------------------- |
| Blanc (blanc)                  | Blanke                 |
| Bleû (bleu)                    | Bleûve                 |
| Fin (fin)                      | Fène                   |
| Fô (fou)                       | Fole                   |
| Franc (franc)                  | Franke                 |
| Malin (malin)                  | Malène                 |
| Måva (mauvais, méchant, fâché) | Måle                   |
| Måssî (sale)                   | Måssîte                |
| Mouwê (muet)                   | Mouwale                |
| Noû (neuf)                     | Noûve                  |
| Novê (nouveau)                 | Novèle                 |
| Plin (plein)                   | Plinte                 |
| Rossê (roux)                   | Rossète                |
| Vî (vieux)                     | Vîle, vèye (plus rare) |

### Prépositionnelle
A l'inverse du français, le wallon dispose d'une morphologie propositionnelle.
Ainsi, pour certaines prépositions dont le -r final et tombé retrouvent leur consonne finale uniquement devant des pronoms toniques et les adverbes déictiques monosyllabiques.
| Forme lemmatique                                        | Forme pleine                                |
| ------------------------------------------------------- | ------------------------------------------- |
| Avå l' rowe (dans la rue)                               | Avår chal (par ici)                         |
| L' ome dizeû l' mohone (l'homme au-dessus de la maison) | L' ome dizeûr mi (l'homme au-dessus de moi) |
| Li tchèyîre dizo l' tåve (la chaise sous la table)      | Li tchèyîre dizor lu (la chaise sous lui)   |
| Divè l' êrîve (du côté de la rive)                      | Divèr lu (vers lui)                         |
| So vosse tièsse (sur votre tête)                        | Sor lèye (sur elle)                         |
| Po nos-ôtes (pour nous)                                 | Por mi (pour moi)                           |
| Po l' fignèsse (par la fenêtre)                         | Por la (par-là)                             |
| Vé l' loumîre (vers la lumière)                         | Vèrs zèls (vers eux)                        |

Par ailleurs, la préposition amon ou plus rarement èmon (chez) est employée sous sa forme mon après une autre préposition.
On dira ainsi :
- Amon nos-ôtes (chez nous)
- Dj'ènnè va vè mon l' mangon (je pars chez le boucher).

## Lexique
En comparaison avec les autres parlers wallons, les dialectes orientaux ont tendance à comporter davantage d'archaïsmes et de germanismes.
| Français            | Est-wallon (Liège)                                                            | Wallon central (Namur)    | Sud-wallon (Bastogne) | Ouest-wallon (Charleroi) |
| ------------------- | ----------------------------------------------------------------------------- | ------------------------- | --------------------- | ------------------------ |
| Apaiser             | Rapåheter, solåcî (du latin solacium), akeûhi (de l'ancien français acoisier) | Abèli, apauji, rapaujeter | Apaujetè              | Adoûciner, apaujî        |
| Beau-frère          | Sorodje (du latin sororius), bê-fré                                           | Bia-frére                 | Bê-frére              | Bia-frére                |
| Convenir, seoir     | Conv'ni, arindjî, dûre (de l'ancien français duire), ahåyî (du germain hagen) | Conv'ni, arindjî          | Convni, arindji       | Conv'ni, arindjî         |
| Dos                 | Scrène (dérivé du germain skina), rins                                        | Dos                       | Dos                   | Dos                      |
| Gauche              | Hlintche / hintche (probablement du germain link), gåtche                     | Gauche                    | Gâtche                | Gaudje                   |
| Lancer              | Hiner (de l'allemand hin), taper, lancî                                       | Lancî, taper              | Lancer                | Lanci                    |
| Mouchoir            | Norèt (dérivé du bas-latin ora avec une consonne prosthétique)                | Mokwè                     | Motchwè, motchwa      | Mouchwè, moukwè          |
| Quatre-vingt        | Quatrè-vint, ûtante (région de Malmédy ou vieilli, du latin octoginta)        | Quatrèvint (Givet)        | Catreu vint           | Katrè-vint               |
| Regarder            | Loukî (du moyen néerlandais loeken), wêtî                                     | Wêtî, riwêtî, raviser     | Wêti                  | Wêti                     |
| Rester              | Dimani (du latin demanere), dimorer                                           | Dimèrer                   | Durer                 | Dèmeurer                 |
| Sorte, espèce, race | Sôre, djinre, tîre (du moyen bas allemand tire)                               | Espéce, sôte              | Espéce                | Sôrte                    |
| Souhaiter           | Sohêtî, keûre (terme plutôt rare, du latin cupere)                            | Sowêtî                    | Souwêter              | Souwétî                  |